# Juan Artola
Juan Artola, född 29 november 1895 i San Sebastián, död 1937, var en spansk fotbollsspelare.
Artola blev olympisk silvermedaljör i fotboll vid sommarspelen 1920 i Antwerpen.